# Tridroid Records
Tridroid Records ist ein US-amerikanisches Musiklabel mit Sitz in Brooklyn, New York City. Es ist vor allem auf Wiederveröffentlichungen von Heavy-Metal-Alben aller Spielarten auf Kompaktkassette spezialisiert. 

## Geschichte
Gegründet wurde das Musiklabel 2012 von Andrew Rehberger, der sich mit der schlichten Begründung „it sounded cool“ für den Namen Tridroid Records entschied. Als einen wesentlichen Antrieb für die Gründung bezeichnete er das Eigeninteresse, einige seiner Lieblingsalben auf Kassette zu veröffentlichen, damit er sie auch in seinem Auto (welches zum damaligen Zeitpunkt ein Autoradio mit Kassettenlaufwerk besaß) hören kann. Im Jahr 2016 veräußerte Rehberger das Label an Christine Kelly.
Die erste Band, deren Album Rehberger veröffentlichte, entdeckte er über Bandcamp.

## Hintergrund
Die Veröffentlichungspolitik basiert auf drei Ansätzen: Bands mit Vertrag direkt beim Label, Bands mit reinen Distributionsvereinbarungen sowie Lizenzveröffentlichungen. Der Schwerpunkt liegt auf dem Format der Kompaktkassette, anlassbezogen erscheinen einzelne Alben auch auf CD bzw. Vinyl.

## Veröffentlichungen (Auszug)
| Band          | Titel                         | Jahr | Genre                           |
| ------------- | ----------------------------- | ---- | ------------------------------- |
| Gorefield     | As Dawn Bleeds the Sky...     | 2013 | Thrash Metal                    |
| Rusted Brain  | High Voltage Thrash           | 2013 | Thrash Metal                    |
| Decrepit Soul | The Summoning                 | 2013 | Black Metal, Death Metal        |
| Voivod        | Target Earth                  | 2013 | Thrash Metal, Progressive Metal |
| Mantar        | Death by Burning              | 2014 | Doom Metal, Punk                |
| Unleashed     | Sworn Allegiance (Re-Release) | 2014 | Death Metal                     |
| Enslaved      | Vikingligr Veldi (Re-Release) | 2017 | Black Metal                     |